# Agatillo
Agatillo (in greco antico: Ἀγάθυλλος?, Agàthullos; in latino Agathyllus; Arcadia, ... – ...; fl. I secolo a.C.) è stato un poeta greco antico vissuto probabilmente prima del I secolo a.C..

## Biografia
Agatillo è noto solo attraverso Dionigi di Alicarnasso, che lo dice poeta elegiaco dell'Arcadia. Visto che Dionigi visse nell'età di Augusto, il poeta arcade dev'essere quantomeno anteriore a lui, anche se non è possibile definirne l'epoca esatta.

## Opere
Delle poesie di Agatillo si conserva, sempre in Dionigi, un breve frammento in distici di tipo genealogico, nel quale si parla di due figlie che Enea avrebbe lasciato in Arcadia prima di raggiungere l'Esperia, dove avrebbe generato Romolo:
e vi fece sposar le sue due figlie,

Codone ed Antemòne, ma lui stesso

recossi poi nell'Esperia terra,

dove generò Romolo.»
(SH 15, Trad. A. D'Andria)
Il brano, tuttavia, è troppo breve per avanzare ipotesi sull'argomento delle opere di Agatillo, che sembra, comunque, come detto, di tipo genealogico, forse nel gusto ellenistico per la ripresa del catalogismo esiodeo.